# Praia do Matadouro
Praia do Matadouro (anciennement praia do Estreito) est une plage urbaine de la municipalité de Florianópolis, au Brésil. Elle se situe dans la partie continentale de la municipalité, dans le quartier d'Estreito. Elle donne sur la baie Nord.
Du fait de sa situation en centre ville, la baignade est déconseillée sur cette plage.  
Au sud de la plage se trouve le Fort de São João, ce qui poussa les premiers colons à s'installer aux alentours.

## Sources
- (pt) Site de la préfecture municipale de Florianópolis